# Pultrusão
A pultrusão é um processo de fabrico em contínuo de perfis constituídos por fibras e resinas termoendurecidas, que consiste em “puxar” as fibras embebidas na resina matriz através de uma fieira ou molde. O aquecimento do molde, que tem a forma da secção transversal do perfil desejado, provoca a polimerização (cura) da resina durante a passagem no seu interior. A palavra pultrusão provém do inglês: “to pull”, que significa precisamente “puxar”. 
Este processo, cuja aplicação é frequente na indústria de componentes aeronáuticos,  em materiais para a construção civil ou na fabricação de têxteis técnicos, permite a produção de grandes séries de perfis com secção constante de polímeros reforçados com fibras longas.
As resinas utilizadas podem ser fenólicas, poliuretano, poliéster, epoxi, ou viniléster.
Quanto à componente fibrosa, pode utilizar-se fibra de vidro, fibra de carbono, aramida ou de boro.